# アントニオ・エルナンデス
アントニオ・エルナンデス（Antonio Hernández、1970年9月12日 - ）は、メキシコの元プロボクサー。ドゥランゴ州ドゥランゴ出身。元WBA世界スーパーフェザー級暫定王者。

## 来歴

### フェザー級
1988年1月1日、プロデビュー。
1992年4月12日、ドゥランゴでメキシコフェザー級王者グレゴリオ・バルガスと対戦し、12回判定負けを喫し王座を獲得出来なかった。

### スーパーフェザー級
1992年8月20日、ニュージャージー州アトランティックシティのリゾーツ・カジノ・ホテルでケビン・ケリーと対戦し、10回0-3（92-98、91-99、90-99）の判定負けを喫した。
1992年10月2日、グアダラハラでアレハンドロ・ゴンザレスと対戦し、10回判定負けを喫した。
1992年10月20日、アトランティックシティのリゾーツ・カジノ・ホテルでトム・ジョンソンと対戦し、10回0-3（3者共89-100）の判定負けを喫した。
1995年10月13日、カリフォルニア州インディオのファンタジー・スプリングス・リゾート・カジノでセサール・ソトと対戦し、2回TKO負けを喫した。
1996年9月28日、テキサス州フォートワースのウィル・ロジャース・メモリアル・センターで元WBA世界スーパーフェザー級王者のヘナロ・エルナンデスと対戦し、10回判定負けを喫した。
1997年7月4日、ドゥランゴでメキシコスーパーフェザー級王者のフリオ・アルバレスと対戦し、6回TKO勝ちを収め68戦目にして初めてのタイトルを獲得した。
1998年2月23日、ドゥランゴでラウル・フランコとWBAフェデラテンスーパーフェザー級王座決定戦を行い、11回TKO勝ちを収め王座を獲得した。
1998年5月1日、シウダー・フアレスでアルマンド・ボスケスと対戦し、12回判定勝ちを収めメキシコ王座の初防衛に成功した。
1999年2月20日、フォートワースのウィル・ロジャース・メモリアル・センターで正規王者の畑山隆則が指名試合の扱いが不透明になったことに伴うWBA世界スーパーフェザー級暫定王座決定戦をジャスティン・ジューコと行い、11回2分18秒TKO勝ちを収めデビュー11年目かつ72戦目にして暫定ながら初めて世界王座を獲得した。
1999年6月19日、フロリダ州マイアミのミッコースキー・リゾート・アンド・ゲーミングでホエール・カサマヨールと対戦し、12回0-3（109-120、110-119、109-119）の判定負けを喫し初防衛に失敗、王座から陥落した。

## 獲得タイトル
- メキシコスーパーフェザー級王座
- WBAフェデラテンスーパーフェザー級王座
- WBA世界スーパーフェザー級暫定王座（防衛0）